# أشوين نافين
أشوين نافين (بالإنجليزية: Ashwin Navin)‏ هو رائد أعمال هندي أمريكي، وهو الرئيس التنفيذي والمؤسس المشارك لسامبا تي في، وهي خدمة بيانات وتحليلات تقيس مشاهدة التلفزيون باستخدام بيانات الاشتراك من الأجهزة المتصلة بالإنترنت وأجهزة الاستقبال الرقمية.